# HD 1205
HD 1205 — звезда, которая находится в созвездии Кит на расстоянии около 234,8 световых лет от нас.

## Характеристики
HD 1205 — звезда 7,90 величины, не видимая невооружённым глазом. Впервые в астрономической литературе она упоминается в каталоге Генри Дрейпера, изданном в начале XX века. Это жёлтый карлик, имеющий температуру поверхности около 5848 кельвинов. Планет в данной системе пока обнаружено не было.